# Carmagnole 1981
Carmagnole 1981 – album studyjny Jacka Kaczmarskiego zarejestrowany w 1982 roku w Stentor Studio w Wiesbaden (RFN) i wydany przez miejscową wytwórnię CDN. W dyskografii Kaczmarskiego jest pierwszą solową płytą wydaną na emigracji, a jednocześnie jest pierwszą solową płytą wydaną oficjalnie bez politycznych przeszkód, które w przypadku zarejestrowanej rok wcześniej studyjnej płyty Krzyk uniemożliwiły jej wydanie do 1989 roku. Nakład pierwszego wydania wyniósł pięćset egzemplarzy płyt winylowych.
Płyta ukazała się po raz pierwszy oficjalnie w Polsce w 2004 roku w ramach 22-płytowej kompilacji Syn marnotrawny na CD wydanej nakładem Pomaton EMI.

## Twórcy[3]
- Jacek Kaczmarski – śpiew, gitara

Słowa: Jacek Kaczmarski

Muzyka: Jacek Kaczmarski, oprócz: 4, 10 – Przemysław Gintrowski, 8 – Zbigniew Łapiński

## Lista utworów[3]
1. „Kasandra” (02:21)
2. „Pompeja” (03:17)
3. „Lekcja historii klasycznej” (02:18)
4. „Walka Jakuba z aniołem” (02:15)
5. „Przypowieść o ślepcach” (01:54)
6. „Mistrz Hieronimus van Aeken, zwany Boschem” (02:51)
7. „Pamiętnik znaleziony w starych nutach” (01:29)
8. „Karmaniola” (01:56)
9. „Encore, jeszcze raz” (04:27)
10. „Arka Noego” (02:59)
11. „Krzyk” (01:44)
12. „Ballada o spalonej synagodze” (02:28)
13. „Nawiedzona, wiek XX” (01:31)
14. „Przedszkole” (02:18)
15. „Ballada o powitaniu” (01:50)
16. „Manewry” (02:54)
17. „Starzy ludzie w autobusie” (02:15)
18. „Źródło” (03:23)
19. „Epitafium dla Włodzimierza Wysockiego” (08:04)

## Wydania[3]
- 1982 – Stentor Studio (płyta winylowa wydana w RFN)
- 2004 – Album włączony do Syna marnotrawnego – zestawu 22 płyt wydanego przez Pomaton EMI
- 2007 – Włączony do Arki Noego – zestawu 37 płyt wydanego przez Pomaton EMI